# Melanonaclia
Melanonaclia là chi sâu bướm thuộc phân họ Arctiinae, họ Erebidae.

## Các loài
- Melanonaclia luctuosa (Oberthür, 1911)
- Melanonaclia lugens Oberthür, 1893
- Melanonaclia moerens Oberthür, 1911
- Melanonaclia nigra Griveaud, 1964
- Melanonaclia perplexa Griveaud, 1964
- Melanonaclia toulgoeti Griveaud, 1964